# La società della mano sinistra
La società della mano sinistra è un film prodotto nel marzo 1915 dalla Volsca Films di Velletri per la regia di Carlo Simoneschi, con Lola Visconti Brignone.